# Jonathan Biabiany
Jonathan Ludovic Biabiany (* 28. dubna 1988 Paříž) je francouzský profesionální fotbalista, který hraje na pozici křídelníka za španělský klub San Fernando SD.
V sezóně 2017/18 hrál v českém týmu AC Sparta Praha, kde byl na hostování z italského Interu Milán. Hraje zejména na postu pravého křídla. Mezi jeho přednosti patří rychlost.

## Klubová kariéra
Biabianyho rodiče pocházejí z karibského ostrova Guadeloupe. Jonathan odešel z francouzského týmu Le Blanc-Mesnil SF v šestnácti letech do italského klubu Inter Milán. V začátcích své profesionální kariéry hostoval z Interu v dalších italských mužstvech AC ChievoVerona, Modena FC a Parma FC. Parma pak vlastnila od února do června 2010 část práv na něj.
Poté působil v Sampdorii Janov. Od léta 2012 do jara 2015 hrál v Parmě. V červenci 2015 se vrátil do milánského Interu, kde podepsal čtyřletý kontrakt.

V srpnu 2014 sešlo z jeho přestupu do AC Milán, neboť mu lékaři odhalili srdeční arytmii. Rok byl pod lékařským dohledem, poté se mohl opět vrátit na hřiště. V ročníku 2015/16 pravidelně nastupoval. V sezóně 2016/17 nastupoval sporadicky. S Interem vyhrál italský pohár Coppa Italia (2010/11), italský Superpohár Supercoppa italiana (2010) a Mistrovství světa klubů v roce 2010.
V letním přestupovém období roku 2017 o něj usiloval český klub AC Sparta Praha vedený italským trenérem Andreou Stramaccionim, který Biabianyho znal ze společného působení v Interu. Hráč do Sparty přišel v srpnu 2017 na roční hostování s opcí na přestup. V 1. české lize debutoval 7. srpna 2017 v dohrávce proti FK Mladá Boleslav, kde z kraje hřiště nacentroval na vítězný gól na konečných 1:0 Davidu Lafatovi.
Po návratu z hostování se Biabiany vrátil do Parma FC.

## Reprezentační kariéra
Jonathan Biabiany nastupoval v letech 2009–2010 za francouzskou mládežnickou reprezentaci U21.